# تپه شهباز
تپه شهباز مربوط به عصر مفرغ - ایلام - دوره اشکانیان -قرون میانه دوران‌های تاریخی پس از اسلام است و در شهرستان گیلانغرب، بخش مرکزی، دهستان دیره، ۱/۵ کیلومتری جنوب روستای میان رود واقع شده و این اثر در تاریخ ۲۶ اسفند ۱۳۸۷ با شمارهٔ ثبت ۲۵۴۰۳ به‌عنوان یکی از آثار ملی ایران به ثبت رسیده است.